# Pseudepipona atlantica
Pseudepipona atlantica är en stekelart som beskrevs av Giordani Soika. Pseudepipona atlantica ingår i släktet Pseudepipona och familjen Eumenidae. Inga underarter finns listade i Catalogue of Life.